# Wilhelm Geiger (Politiker)

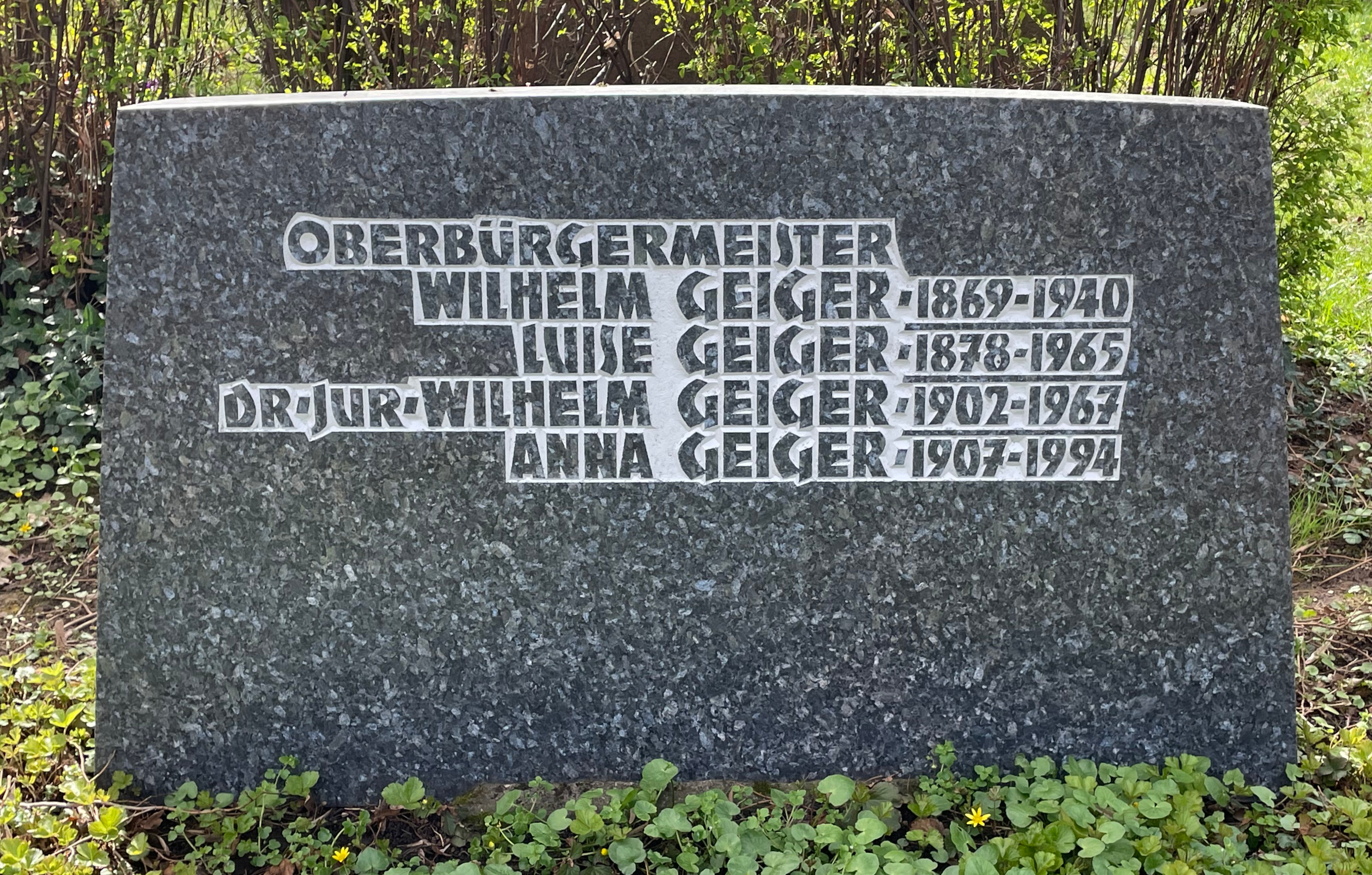
Grabstein von Wilhelm Geiger, Friedhof Stuttgart-Feuerbach

Wilhelm Friedrich Geiger (* 28. Februar 1869 in Merklingen an der Würm; † 29. Mai 1940) war ein deutscher Politiker und Oberbürgermeister der Stadt Feuerbach. In seiner Amtszeit vollzog sich der Übergang von Bauern- und Weingärtnerdorf zur modernen Industriestadt. 

## Leben

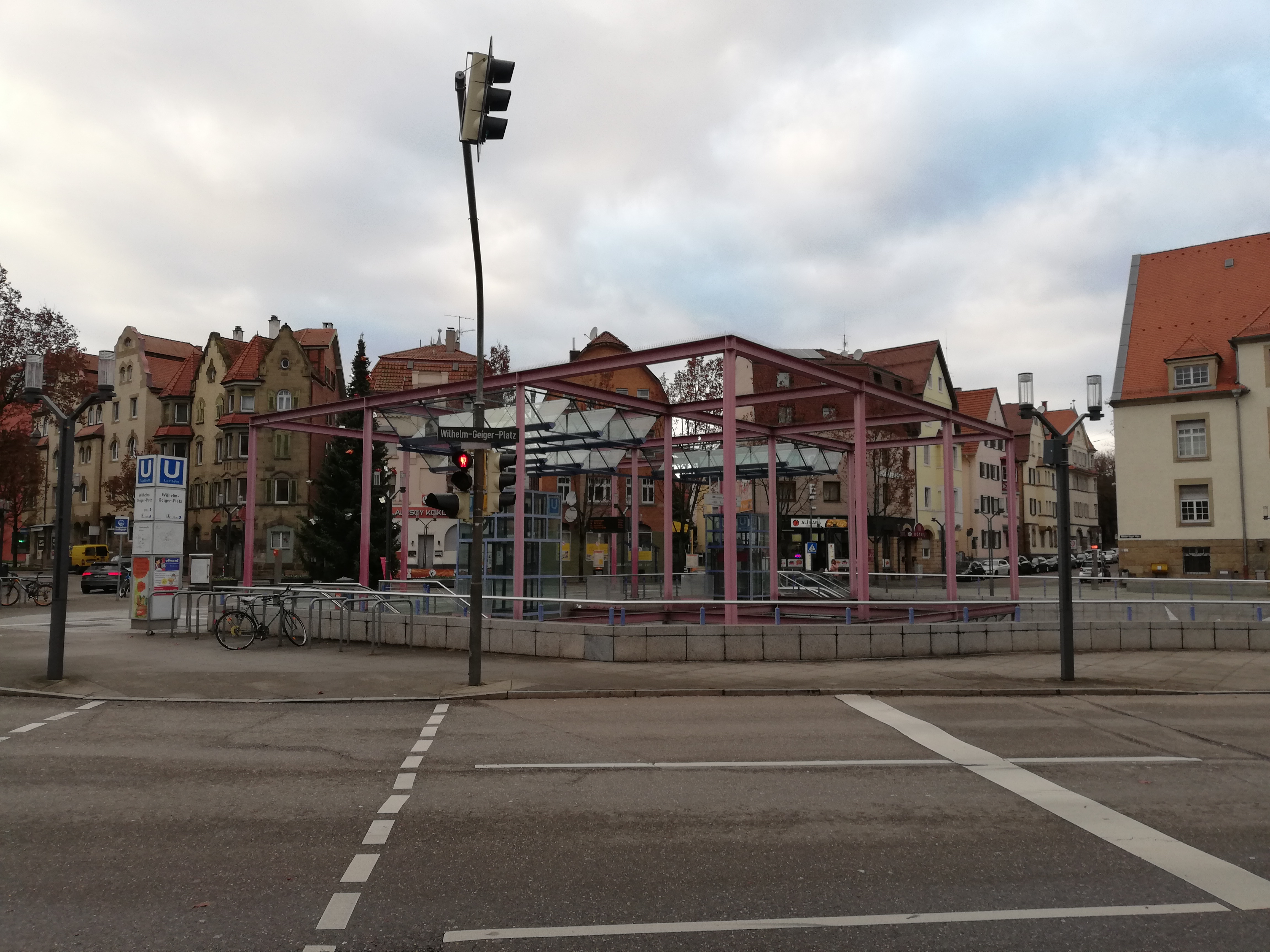
Wilhelm-Geiger-Platz in Stuttgart-Feuerbach mit U-Stadtbahn-Haltestelle

Geiger entstammte einer Bauernfamilie aus Merklingen bei Weil der Stadt und wurde dort als Sohn des Landwirts und Gemeinderats Wilhelm Friedrich Geiger und dessen Ehefrau Dorothea, geb. Widmaier, geboren. Er besuchte die Volksschule und absolvierte anschließend in seiner Heimatgemeinde Merklingen die Ausbildung für den Verwaltungsdienst. Beschäftigung fand er zunächst als Verwaltungspraktikant in Weil der Stadt, Untertürkheim und dann wieder in Merklingen. 1893 bestand er das Verwaltungsdienstexamen für die mittlere Verwaltungslaufbahn. Noch im gleichen Jahr wurde er als Ratschreiber der Gemeinde Feuerbach angestellt, wo er häufig den erkrankten Schultheißen Christian Friedrich Dieterle vertrat und am 27. Dezember 1900 zu dessen Nachfolger gewählt wurde. Am 2. Februar 1901 wurde er in sein Amt eingeführt.
Am 15. März 1907 wurde die Gemeinde Feuerbach zur Stadt erhoben. Von 1907 bis 1909 wurde das neue Rathaus errichtet (heute Bezirksrathaus) und am 1. August 1909 eingeweiht. Feuerbach erlebte unter Geigers mehr als drei Jahrzehnte währender Amtszeit durch fortschreitende Industrialisierung einen erheblichen Aufschwung. 1910 wurde das Werk Feuerbach der Robert Bosch GmbH gegründet, 1911 die Firma Werner & Pfleiderer und die Maschinenfabrik Ernst Göbel.
Die steigenden Einwohnerzahlen machten eine Verbesserung der schulischen Versorgung notwendig. In den Jahren 1904/95 wurde die Bismarckschule errichtet, 1910/12 das heute denkmalgeschützte Gebäude der Realschule (jetzt Leibniz-Gymnasium Stuttgart-Feuerbach). Mit dem Neubau des Bahnhofs und der Eröffnung der Vorortbahn Stuttgart-Feuerbach im Juli 1907 wurde auch die Verkehrsinfrastruktur verbessert. 1912/13 erfolgte der Bau der Turn- und Festhalle nach Plänen von Paul Bonatz.
Während des Ersten Weltkriegs war Geiger Mitgründer des Vereins für Wohlfahrtspflege, der sich um die Jugend-, Gesundheits-, Wohnungs- und Hinterbliebenenfürsorge kümmerte und die Volksbildung förderte.
1923 wurde Geiger durch das Staatsministerium der Titel eines Oberbürgermeisters verliehen. 1929 wurde die Stadt Feuerbach mit der bis dahin zum Oberamt Leonberg gehörigen Gemeinde Weil im Dorf zur neuen Stadt Feuerbach-Weil im Dorf vereinigt. Beide Gemeinden hatten nach der Zählung vom 16. Juni 1933 zusammen 23.444 Einwohner. Im Mai 1933 erfolgte die Eingemeindung der Stadt Feuerbach-Weil im Dorf nach Stuttgart.
Geiger starb 1940 und fand seine letzte Ruhestätte auf dem Feuerbacher Friedhof.

## Auszeichnungen
- Ritterkreuz 2. Klasse des Friedrichs-Ordens (1912, anlässlich der Großen Gewerbeausstellung)[2]
- Charlottenkreuz (1916)
- Der Platz vor dem Bezirksrathaus und die dortige Stadtbahnhaltestelle sind nach Wilhelm Geiger benannt.